# حلقه ازدواج (فیلم ۱۹۷۱)
«حلقه ازدواج» (فرانسوی: L'Alliance‎) یک فیلم است که در سال ۱۹۷۱ منتشر شد. از بازیگران آن می‌توان به آنا کارینا اشاره کرد.